# فيلق الإسعاف الهندي
تم إنشاء فيلق الإسعاف الهندي من قبل المهاتما غاندي ليستخدمه البريطانيون كحاملي نقالة خلال حرب البوير الثانية، مع تحمل المجتمع الهندي المحلي نفقاتها. خدم غاندي والفيلق في معركة سبيون كوب. تألف الفيلق من 300 هندي حر و800 عامل بالسخرة. حصل غاندي على وسام «قيصر الهند» وميداليات أخرى من قبل البريطانيين عن عمله في حرب البوير. تخلى غاندي عن هذا اللقب بعد مذبحة جاليانوالا باغ في عام 1919.

## التاريخ
مع هجوم البوير في ناتال في أكتوبر 1892 الذي أدى إلى حصار لاديسميث، جندت السلطات البريطانية فيلق الإسعاف التطوعي ناتال من حوالي 1100 من الرجال البيض المحليين. وفي الوقت نفسه، ضغط غاندي للسماح لحاملي نقالاته الهنود بالخدمة. في معركة كولينسو في 15 ديسمبر، نقل الفيلق الجرحى من خط المواجهة ثم نقلوا لاحقًا إلى رأس السكة الحديدية. في معركة سبيون كوب في 23 و24 يناير، انتقل الهنود إلى خط المواجهة. 
بعد ارتياح لاديسميث في نهاية فبراير 1900، ابتعدت الحرب عن ناتال وتم حل كلا الفيلقين على الفور. حصل 34 من القادة الهنود على ميدالية جنوب أفريقيا من الملكة، إن ميدالية غاندي موجودة في متحف ومكتبة نهرو التذكارية في نيودلهي.

### تمرد ناتال بامباثا، 1906
بعد اندلاع تمرد بامباثا في ناتال في عام 1906، رفع كونغرس اناتال الهندي فيلق حامل النقالة الهندي، المهاتما غاندي بصفته رقيبًا رئيسيًا. حصل عشرون فردًا من الفيلق، بما في ذلك غاندي، في وقت لاحق على وسام تمرد السكان الأصليين.
بعد اندلاع تمرد بامباثا في ناتال في عام 1906، رفع الكونغرس الهندي ناتال الفيلق الهندي لحامل الجثث، حيث كان المهاتما غاندي بمثابة الرقيب. لاحقًا حصل عشرون من أعضاء الفيلق، بمن فيهم غاندي، على ميدالية تمرد ناتال الأصلية.